# Roseanne (série de televisão)
Roseanne foi uma premiada sitcom americana exibida entre 18 de outubro de 1988 e 21 de maio de 1997, num total de 222 episódios, pelo canal ABC. A série teve 9 temporadas e foi estrelada pela comediante Roseanne Barr e o ator John Goodman, que retratava uma família proletária que vivia numa fictícia cidade de Lanford, Illinois, tentando sobreviver com uma pequena renda.
Em 1993, Roseanne Barr e Laurie Metcalf ambas ganharam Prêmios Emmy por suas atuações na série, Barr para Melhor Atriz e Metcalf para Melhor Atriz Coadjuvante. Metcalf também venceu em 1992 e 1994. Em 1992, Roseanne Barr e John Goodman ambos ganharam o Globo de Ouro, Barr de Melhor Atriz e Melhor Ator para Goodman. A série ganhou o Globo de Ouro de Melhor Série de Televisão - Musical ou Comédia.
A série ganhou um prêmio Peabody em 1992 e prêmio People's Choice para Melhor Comédia na Televisão, em 1989. Barr ganhou cinco prêmios People's Choice adicionais para Favorite Female Performer em um novo programa de TV (1989), Feminino favorita All Around Entertainer (1990), e Programa de TV favorito Intérprete Feminino (1990, 1994 e 1995).
No Brasil foi exibida pelo canal por assinatura Multishow.

## Enredo
A família era formada pela bem humorada Roseanne e pelo tranqüilo marido Dan Conners, um casal, que tentavam encontrar a melhor maneira deles administrarem suas vidas profissionais e familiar. Juntos trabalham duramente para prover para sua família, mas sempre com humor e irreverência. 
Juntos sonhavam em um dia possuir seu próprio negócio e assim dar uma melhor educação para os seus três filhos: Becky, uma adolescente bastante impulsiva, Darlene uma criança bastante levada, mas muito inteligente e muito sarcástica e D.J. o pequeno ingênuo e muito bem humorado e que servia de bode expiatório dos seus irmãos.
Com o andamento dos episódios, outros personagens foram sendo acrescentados como o marido de Beck chamado Mark e o namorado de Darlene conhecido como David e também um novo bebê de Roseanne e Dan que acabou chegando. 
A maioria dos episódios girava em torno da educação das crianças, além de tratar freqüentemente de assuntos que faziam os executivos da rede ficar de cabelo em pé, porem de intrama relevância.  Em enquanto as outras séries  da época varriam para de baixo do tapete certos assuntos. Roseanne não só os apresentam mas debatiam certos paradigmas com bastante clareza e humor.Alguns como a masturbação do filho mais novo, o controle de natalidade da filha e cirurgia de redução do seio, preconceito racial, machismo, violência doméstica e homossexualidade.

## Elenco
| Ator              | Personagem              | Temporada    | Temporada    | Temporada    | Temporada    | Temporada    | Temporada    | Temporada    | Temporada    | Temporada    | Temporada    |  |
| Ator              | Personagem              | 1            | 2            | 3            | 4            | 5            | 6            | 7            | 8            | 9            | 10           |  |
| ----------------- | ----------------------- | ------------ | ------------ | ------------ | ------------ | ------------ | ------------ | ------------ | ------------ | ------------ | ------------ |  |
| Roseanne Barr     | Roseanne Conner         | Principal    | Principal    | Principal    | Principal    | Principal    | Principal    | Principal    | Principal    | Principal    | Principal    |  |
| John Goodman      | Leslie Curry            | Principal    | Principal    | Principal    | Principal    | Principal    | Principal    | Principal    | Principal    | Principal    | Principal    |  |
| Sara Gilbert      | Darlene Conner          | Principal    | Principal    | Principal    | Principal    | Principal    | Principal    | Principal    | Principal    | Principal    | Principal    |  |
| Michael Fishman   | D.J. Conner             | Principal    | Principal    | Principal    | Principal    | Principal    | Principal    | Principal    | Principal    | Principal    | Principal    |  |
| Laurie Metcalf    | Jackie Harris           | Principal    | Principal    | Principal    | Principal    | Principal    | Principal    | Principal    | Principal    | Principal    | Principal    |  |
| Lecy Goranson     | Becky Conner-Healy      | Principal    | Principal    | Principal    | Principal    | Principal    |              |              | Principal    |              | Principal    |  |
| Sarah Chalke      | Becky Conner-Healy      |              |              |              |              |              | Principal    | Principal    | Recorrente   | Principal    |              |  |
| Sarah Chalke      | Andrea                  |              |              |              |              |              |              |              |              |              | Recorrente   |  |
| Natalie West      | Crystal Anderson-Conner | Recorrente   | Recorrente   | Principal    | Principal    | Recorrente   | Participação |              | Participação |              | Participação |  |
| Estelle Parsons   | Beverly Harris          | Participação | Participação | Participação | Participação | Recorrente   | Recorrente   | Recorrente   | Recorrente   | Recorrente   | Recorrente   |  |
| Glenn Quinn       | Mark Healy I            |              |              | Recorrente   | Recorrente   | Recorrente   | Recorrente   | Recorrente   | Recorrente   | Recorrente   |              |  |
| Johnny Galecki    | David Healy             |              |              |              | Recorrente   | Recorrente   | Recorrente   | Recorrente   | Recorrente   | Recorrente   | Participação |  |
| Martin Mull       | Leon Carp               |              |              | Recorrente   | Recorrente   | Participação | Recorrente   | Recorrente   | Recorrente   | Recorrente   |              |  |
| James Pickens Jr. | Chuck Mitchell          |              |              | Recorrente   | Recorrente   | Recorrente   | Recorrente   | Recorrente   | Recorrente   | Participação | Participação |  |
| Adilah Barnes     | Anne-Marie Mitchell     |              |              | Recorrente   | Recorrente   | Recorrente   |              |              | Recorrente   | Participação | Participação |  |
| Sandra Bernhard   | Nancy Bartlett          |              |              |              | Recorrente   | Recorrente   | Recorrente   | Participação | Recorrente   | Recorrente   | Participação |  |
| George Clooney    | Booker Brooks           | Recorrente   |              |              | Participação |              |              |              |              |              |              |  |
| Fred Willard      | Scott                   |              |              |              |              |              |              |              | Recorrente   | Recorrente   |              |  |
| Danielle Harris   | Molly Tilden            |              |              |              |              | Recorrente   |              |              |              |              |              |  |
| Mara Hobel        | Charlotte Tilden        |              |              |              |              | Recorrente   |              |              |              |              |              |  |
| Michael O'Keefe   | Fred Oakland            |              |              |              |              |              | Recorrente   | Recorrente   | Recorrente   |              |              |  |
| Emma Kenney       | Harris Conner-Healy     |              |              |              |              |              |              |              |              |              | Principal    |  |
| Ames McNamara     | Mark Conner-Healy       |              |              |              |              |              |              |              |              |              | Principal    |  |
| Jayden Rey        | Mary Conner             |              |              |              |              |              |              |              |              |              | Principal    |  |

## Recepção da crítica
Em sua primeira temporada, Roseanne teve recepção geralmente favorável por parte da crítica especializada. Com base de 10 avaliações profissionais, alcançou uma pontuação de 79% no Metacritic. Por votos dos usuários do site, atinge uma nota de 7.0, usada para avaliar a recepção do público.